# Biadaczew
Biadaczew – wieś w Polsce położona w województwie łódzkim, w powiecie sieradzkim, w gminie Burzenin.
W latach 1975–1998 miejscowość administracyjnie należała do województwa sieradzkiego. Wieś leży w odległości 5 km na pd. od Burzenina. Sołectwo zajmuje pow. 177 ha, mieszka tu 97 osób. W skład sołectwa wchodzi przysiółek Jastrząb. Biadaczew sąsiaduje z następującymi sołectwami: Waszkowskie, Majaczewice, Szczawno, Grabówka, Wolnica Grabowska.
Wieś posiada własną świetlicę wybudowaną na początku lat 70. Eksploatowane są dwie żwirownie.
4 września 1939 żołnierze Wehrmachtu zamordowali Józefa Kowalczyka a ciężko ranili Pabianiaka.